# Kerivoulinae
A Kerivoulinae az emlősök (Mammalia) osztályának a denevérek (Chiroptera) rendjéhez, ezen belül a kis denevérek (Microchiroptera) alrendjéhez és a simaorrú denevérek (Vespertilionidae) családjához tartozó alcsalád.

## Rendszerezés
Az alcsaládba az alábbi 2 nem és 26 faj tartozik:
- Kerivoula (Gray, 1842) – 22 faj, lepkedenevérek
- Phoniscus (Miller, 1905) – 4 faj